# 陶诚华
陶诚华（1963年10月—），浙江义乌人，是中華人民共和國前官員，曾任金华市政协党组书记、主席。

## 生平
陶诚华曾任武义县委副书记；磐安县县长；金华市政府副秘书长、主任；金华市委常委、副市长；金华市委副书记、政法委书记；2016年3月起擔任金华市政协党组书记、主席。
2020年11月30日，陶诚华被浙江省纪委监委调查。官方指陶诚华擔任政协主席后於2018年花1000万元人民幣请北京风水师打点，以便自己能升官，並且聽信風水師的說法為自己父親遷墳；在其听闻在被调查後请风水师在父亲坟前放生兔子，寓意「劫后逢（坟）生」，逃避查處。2021年被免職。2021年5月，陶诚华被开除党籍、开除公职。陶诚华被控2003年至2020年擔任金华市領導期間收受他人所送财物共计2970万余元。同年12月28日，陶诚华被杭州市中级人民法院以受贿罪判处有期徒刑十一年六个月，并处罚金人民币二百万元。